# Jay Miller (basket-ball)
Pour les articles homonymes, voir Jay Miller.
Jay Miller, né le 19 juillet 1943, à Saint-Louis, dans le Missouri et mort le 5 avril 2001, à Tempe, en Arizona, est un ancien joueur américain de basket-ball. Il évolue durant sa carrière au poste d'ailier.

## Palmarès
- Coupe intercontinentale 1967
- Champion ABA 1970